# Calyptotheca nivea
Calyptotheca nivea är en mossdjursart som först beskrevs av Busk 1884.  Calyptotheca nivea ingår i släktet Calyptotheca och familjen Parmulariidae. Utöver nominatformen finns också underarten C. n. millanensis.